# Joseph Henry
Joseph Henry [džousef enry] (17. prosince 1797, Albany, New York – 13. května 1878 Washington, D.C.) byl americký fyzik a vynálezce, který se zabýval hlavně elektromagnetismem.

## Život
Narodil se v rodině chudého skotského imigranta, nechodil do školy a naučil se sám číst, až když mu padla do ruky kniha, která ho zaujala. Vyučil se hodinářem a stříbrníkem a zabýval se různými pokusy, konstruoval elektromagnety a veřejně je předváděl ve svém rodném městě. Roku 1826 byl jmenován profesorem matematiky a přírodní filosofie na Albany Academy a ještě před pokusy Samuela Morse předvedl, jak lze pomocí telegrafu posílat zprávy na velkou vzdálenost a roku 1831 to publikoval v American Journal of Science.
V letech 1832-1837 byl profesorem přírodních věd na Princeton College (pozdější Princetonské univerzitě), roku 1846 se stal prvním tajemníkem Smithsonian Institution v hlavním městě Washingtonu a jeho programovým zakladatelem. Cestoval po Evropě a spřátelil se zvláště s Michaelem Faradayem. Zabýval se také pozorováním slunečních skvrn a počasí a vytvořil první meteorologickou pozorovací síť i první meteorologické mapy. Od roku 1852 byl členem "majákové komise" a staral se o lepší bezpečnost pobřežní plavby. Za občanské války byl poradcem prezidenta Lincolna. Před svou smrtí patřil k nejslavnějším Američanům.

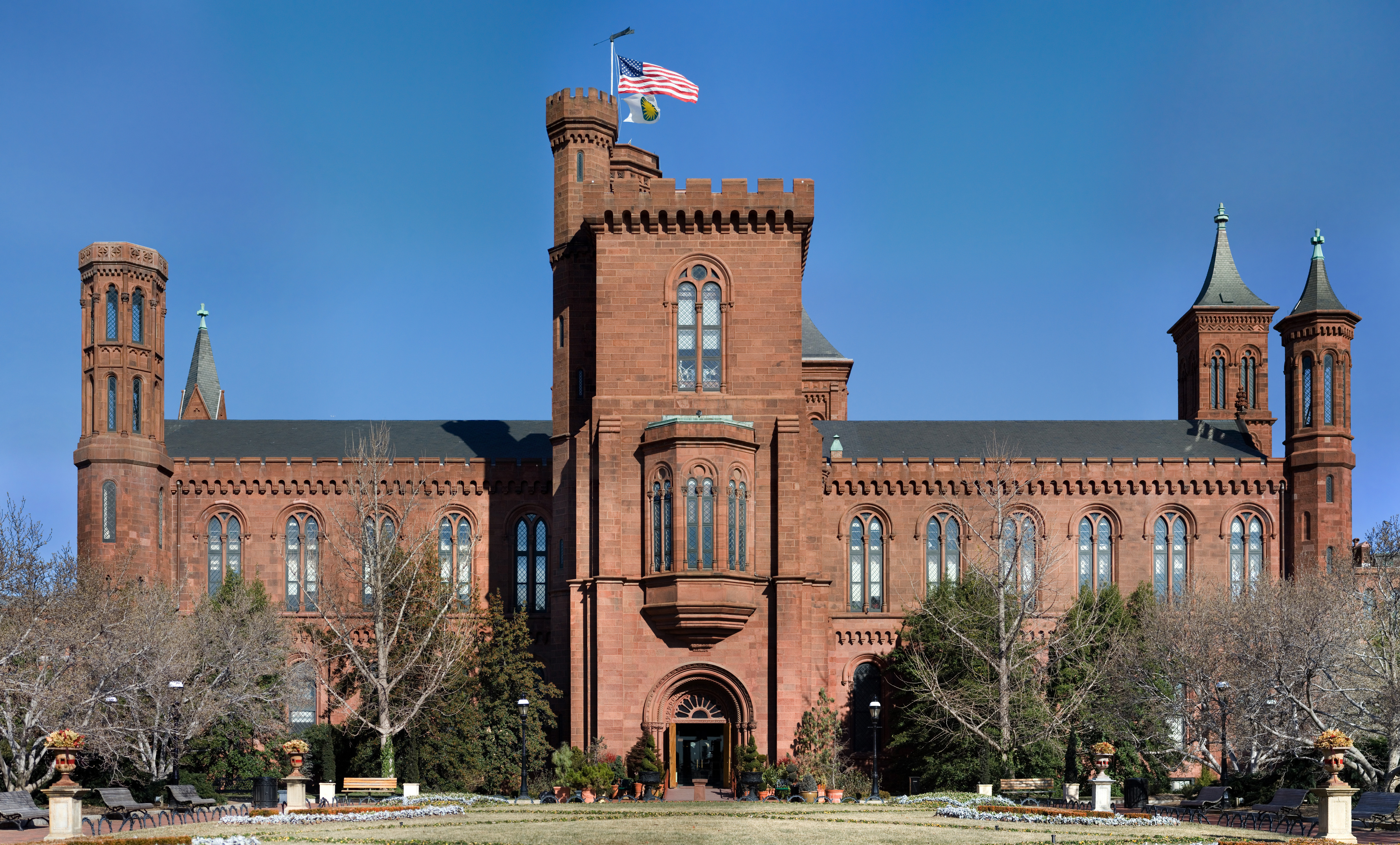
Smithsonian Institute, Washington

## Dílo
Henry patří k zakladatelům věd o elektromagnetismu, objevil indukčnost (samoindukci) a významně zdokonalil elektromagnet, zkonstruoval první elektromagnetické relé a zapsal se i do dějin meteorologie. Publikoval Contributions to electricity and magnetism. ("Příspěvky k elektřině a magnetismu", Filadelfie 1839) a zanechal po sobě neobyčejně rozsáhlé deníky, kde podrobně zaznamenával své experimenty, myšlenky i poznámky ke své době.

## Ocenění
Roku 1831 byl zvolen členem American Academy of Arts and Sciences, byl členem italské Accademia dei Lincei a Německé akademie věd Leopoldina.
Je po něm pojmenován Henry (H), jednotka indukčnosti v soustavě SI a kráter Henry na Měsíci.